# 我孫子市立布佐南小学校
我孫子市立布佐南小学校（あびこしりつ ふさみなみしょうがっこう）は、千葉県我孫子市布佐平和台五丁目に所在する公立小学校。通称は「南小」（みなみしょう）。最寄り駅の布佐駅までは徒歩約30分、新木駅まで約20分。市内では最も新しく、また児童数の少ない学校である。

## 沿革
この節の出典
布佐小学校の人数増加により分離。
- 1981年（昭和56年）4月 - 我孫子市は、布佐小学校より分離化計画に基づき本校建設地を確保する。
- 1982年（昭和57年）4月 - 建設工事開始。同年、学校創立。
- 1983年（昭和58年）4月 - 開校。
- 1984年（昭和59年）4月 - 校歌と校章ができる。
- 2002年（平成14年） - 創立20周年記念行事。
- 2012年（平成24年）4月 - 創立30年を迎える。
- 2017年（平成29年） - 創立35周年記念行事。
- 2021年（令和3年） - 我孫子市教育委員会より「コミュニティ・スクール」指定。
- 2022年（令和4年） - 創立40年を迎え、オリジナルマスコットキャラ「けっきー」誕生。

## 通学区
- 浅間前新田、相島新田、布佐下新田、三河屋新田、大作新田の一部、布佐の一部、布佐平和台2 - 7丁目、下沼田の一部、新々田の一部

## 部活動
運動部
- 陸上部 - 生徒数が少ないながら、市内大会などで、特に長距離分野では有数の成績を誇っている。

文化部
- 器楽部

## 行事
- 入学式
- 春季運動会
- 林間学校
- 修学旅行
- バザー
- 卒業式

## 主な進学先中学校
- 我孫子市立布佐中学校

## 周辺
- 布佐平和台近隣センター
- 南公園
- 国道356号